# Misal
Rimski Misal (lat. Missale Romanum) ili jednostavno Misal jedna je od bogoslužnih knjigâ knjiga Katoličke Crkve, kojom se služi rimski obred. Sadrži obrasce svete mise za svećenika slavitelja i za puk, odnosno vjernike. Zajedno s lekcionarom čini jedinstvenu cjelinu.

## Povijest
Misal se u rimskome obredu razvio iz više bogoslužnih knjiga. Prema preporukama Općega crkvenog sabora u Tridentu papa Pio V. je 1570. dao je prirediti i objavio je novi Rimski misal, koji je ostao na snazi sve do 1970., kada je zamijenjen Misalom preuređenim prema preporukama i smjernicama Drugoga vatikanskog općeg crkvenog sabora, kojega je dao urediti i objavio ga papa Pavao VI.
U Hrvatskim krajevima posebno su poznati misali koji pripadaju hrvatskoj glagoljaškoj baštini. U njih spada i Misal kneza Novaka, koji je jedan od najbolje očuvanih spomenikâ hrvatske uglate glagoljice. Istodobno, tu je i Misal po zakonu rimskoga dvora, koji je prva hrvatska knjiga tiskana glagoljicom 1483. Poznati su i Hrvojev misal, Dubrovački misal i ini.
Djelovi misala su proprium i ordinarij.

## Srodne knjige
- Brevijar
- Evanđelistar
- Psaltir
- Rimski obrednik